# Veran APC
Veran APC – kanadyjski, kołowy transporter opancerzony. Pojazd po raz pierwszy został zaprezentowany w roku 2013 na targach IDEX w Abu Zabi.
Transporter opancerzony Veran posiada opancerzenie o poziomie IV według STANAG 4569. Zapewnia ono ochronę przed pociskami kal. do 14,5 mm. Ponadto podwozie ma kształt litery V, dzięki czemu zapewnienia ochronę przed wybuchem min i ładunków IED.
Proponowanym uzbrojeniem jest jeden zdalnie sterowany wielkokalibrowy karabin maszynowy kal. 12,7 mm. Jako alternatywę można zamontować granatnik automatyczny kal. 40 mm lub karabin maszynowy kal. 7,62 mm.